# 黄十九公墓
黄十九公墓，位于中国广东省茂名市电白县电城镇庄垌村，为电白县的一个县级文物保护单位，类型为古墓葬，公布时间为1984年9月28日。
黄十九公墓的历史年代为宋代。